# 전제 (1558년)
전제(全霽, 1558년 ~ 1597년)는 조선 중기의 무신이다. 본관은 완산(完山). 자는 시적(時適), 호는 영수(英叟)이다.
1591년(선조 24년) 별시 무과에 급제하여 영산 현감(靈山縣監)을 지내며 임진왜란 때 곽재우의 휘하에서 조전장(助戰將)으로 활약하였다. 정유재란 때 울산성 전투에서 권율에게 처형되었다.

## 생애
경상도 초계군 도방리(지금의 경상남도 합천군 쌍책면 하신리) 출신. 백제의 개국공신인 전섭(全攝)의 후손이고, 완산군(完山君, 시호는 충정(忠貞)) 전집(全潗)의 10대손이며, 완산 전씨 초계(草溪) 입향조인 수찬 전하민(全夏民)의 6대손이다. 아버지는 전경원(全慶遠) 또는 전덕원(全德遠)이다. 자는 시적(時適) 또는 시숙(時叔)이고, 호는 영수(英叟)이다. 조선왕조실록에는 全悌라고 표기되어 있다. 당숙인 탁계(濯溪) 전치원(全致遠)과 설학(雪壑) 이대기(李大期)를 사사하였다.
교생(校生)으로 1591년 별시 무과에 을과 30위로 급제하였다. 1592년 임진왜란이 발발, 그해 5월 당숙 전치원(全致遠)과 재종형 전우(全雨), 서재종제 전문(全雯) 등과 함께 초계에서 조호장(調護將)으로 거병, 6월부터 9월까지 낙동강변, 황강, 성주, 창녕, 현풍 등지에서 왜군과 교전하여 전공을 세웠다.
그 후 곽재우 휘하에 조전장(助戰將)으로 종군하였다. 1596년 3월에는 대구 팔공산에서 결사구국을 회맹하였다.
이후 1597년경에 경상도 영산현감으로 부임했다. 1597년 정유재란이 발발하자 그해 7월 21일 영산현감으로 경상좌도방어사 곽재우의 휘하에서 조전장(助戰將)으로 화왕산성에 입성하여 성을 지켰다. 12월 영산현감(靈山縣監)으로 권율의 휘하로 울산성 전투에 출전하여 종군하던 중 출신(出身) 1인, 군정(軍丁) 1명과 함께 처형당했다.

## 사후
사후 배대유(裵大維)가 상소를 올렸고, 1692년 합천 도계서원(道溪書院)에 재종형 전우(全雨), 재종질 전영(全榮)과 함께 배향되었다. 1880년 호조참판에 증직되었다. 대한민국 제11·12대 대통령 전두환(全斗煥)의 13대조가 된다.

## 저서
저서로 《영수실기 英叟實記》 가 있다.

## 가계
전제는 완산(전주) 전씨 군수공파 이고, 군수공파의 파조는 전제의 고조부인 전수문이 된다.
- 조부 : 전순(全純)
  - 부친 : 전경원(全慶遠, 이명 전덕원(全德遠), 1524년 ~ 몰년 미상, 승사랑별시)
  - 모친 : 합천 이씨(陜川李氏)
    - 아들 : 전세준(全世俊)

### 후손
- 13대손 : 전두환(1931년 ~ 2021년) 제11·12대 대통령